# Per Nyström (cellist)
Per David Nyström, född 6 maj 1968, är en svensk cellist. 
Per Nyström har studerat för Guido Vecchi, Torleif Thedéen och Ola Karlsson samt för William Pleeth i London. Han gjorde sin solistdebut med Göteborgs Symfoniker 1994. Han spelar på en cello byggd av Giuseppe & Antonio Gagliano i Neapel 1796.
Nyström är en av grundarna av The Yggdrasil String Quartet. Han är även konstnärlig ledare för Aurora Chamber Music, ett koncept vad gäller kammarmusikfestival och internationella master classes. Utöver de främsta av professorer och artister på alla orkesterinstrument har 1300 unga artister från fem kontinenter besökt Aurora sedan starten.
Nyström ingår numera i Uppsala Kammarsolister, en stråkkvintett knuten till Musik i Uppland. 
År 2013 tilldelades Nyström medaljen Litteris et Artibus för framstående konstnärliga insatser som cellist.